# Stephen Booth
Stephen Booth (Burnley, 1952) è uno scrittore britannico di romanzi polizieschi.

## Biografia
Nato a Burnley nel 1952, vive e lavora a Retford, nella contea del Nottinghamshire.
Cresciuto a Blackpool, dopo la laurea al Birmingham Polytechnic, ha lavorato come giornalista per 27 anni scrivendo per il Wilmslow Advertiser, il Worksop Guardian e l'Huddersfield Examiner.
Con il romanzo Il male oscuro ha inaugurato nel 2000 la serie avente per protagonisti i giovani detective della polizia del Derbyshire Ben Cooper e Diane Fry giunta al 2018 alla diciottesima indagine e premiata con due Premi Barry.

## Opere

### Serie Cooper & Fry
- Il male oscuro (Black Dog), Milano, Il Giallo Mondadori N. 2706, 2000 traduzione di Diana Fonticoli
- Nove vergini di pietra (Dancing with the Virgins, 2001), Milano, Il Giallo Mondadori N. 2797, 2002 traduzione di Diana Fonticoli
- Il passo del serpente (Blood on the Tongue, 2002), Milano, Il Giallo Mondadori N. 2820, 2003 traduzione di Diana Fonticoli
- Blind to the Bones (2003)
- One Last Breath (2004)
- The Dead Place (2005)
- Scared to Live (2006)
- Dying to Sin (2007)
- The Kill Call (2009)
- Lost River (2010)
- The Devil's Edge (2011)
- Dead and Buried (2012)
- Already Dead (2013)
- The Corpse Bridge (2014)
- The Murder Road  (2015)
- Secrets of death (2016)
- Dead in the dark (2017)
- Fall down dead (2018)

### Altri romanzi
- Top Hard (2012)

## Alcuni riconoscimenti
- Premio Barry per il miglior romanzo poliziesco britannico: vincitore 2001 con Il male oscuro e 2002 con Nove vergini di pietra
- Dagger in the Library: 2003